# Bufo-real

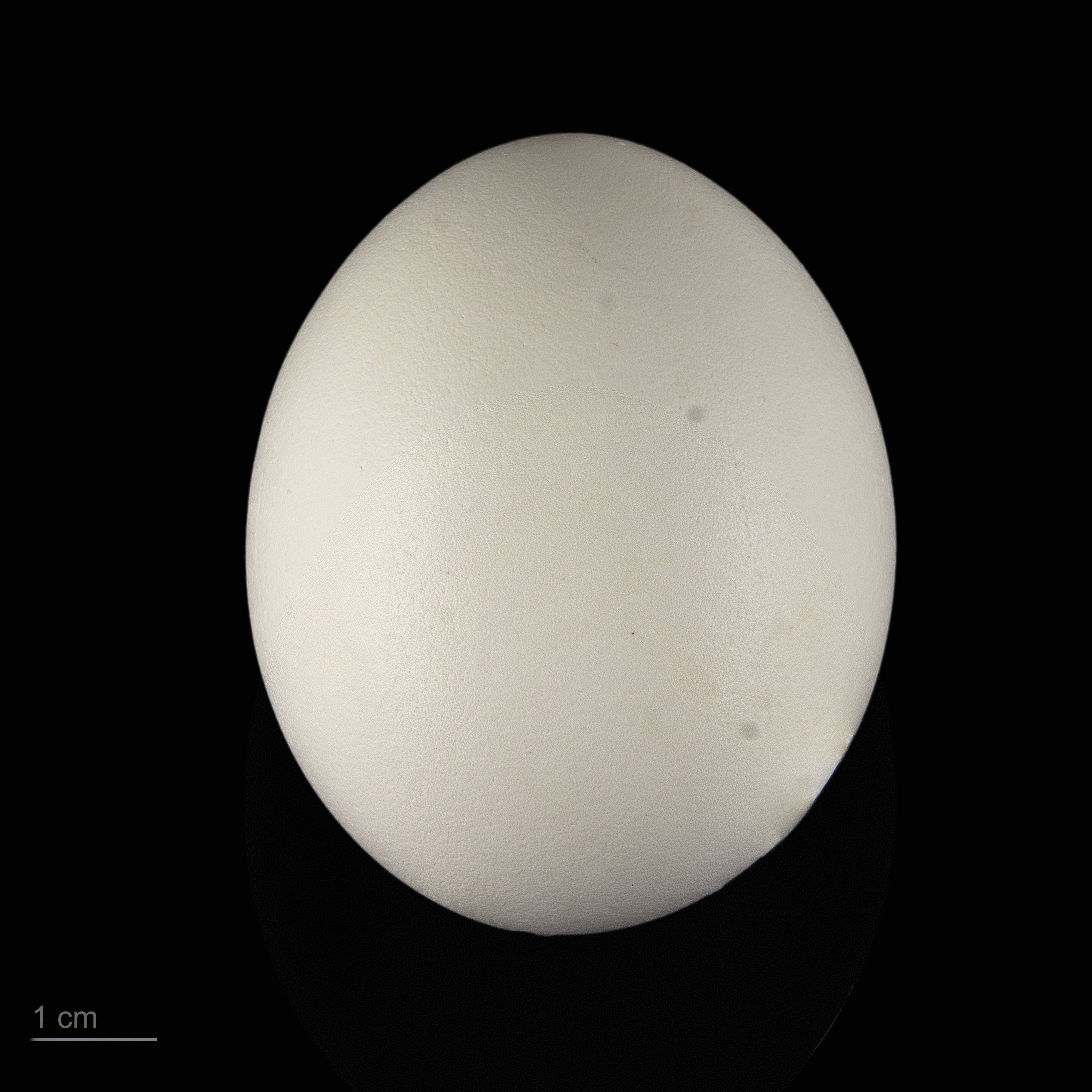
Bubo bubo bubo - MHNT

O Bubo bubo, comummente conhecido como bufo-real, é uma espécie de ave estrigiforme pertencente à família dos Estrigídeos.

## Nomes comuns
Além do substantivo bufo-real, esta ave é ainda comummente conhecida como corujão, martaranho, mocho-real, ujo ou simplesmente bufo.

## Etimologia
No que toca ao nome científico, o substantivo latino bubo, de origem onomatopaica, que se liga com o piar peculiar das aves deste género.
Quanto ao nome comum, «Bufo-real», o substantivo «bufo» é uma corruptela do nome latino clássico, bubo.

## Características
Trata-se duma ave de rapina noctívaga de grande porte, com efeito é atualmente a maior ave de rapina nocturna do Paleárctico Ocidental e uma das maiores do mundo, podendo chegar aos 86 cm de comprimento, variando entre 1,70 a 2,10 metros de envergadura, podendo pesar até 5,5 quilos.
Com efeito, os espécimes de maiores dimensões pertencem à subespécie Bubo bubo sibiricus, sendo que os machos atingem comprimentos de asa na ordem dos 45,6 centímetros, ao passo que as das fêmeas costumam ser um pouco maiores com 49,1 centímetros. Pelo que há, como ficou demonstrado, dimorfismo sexual, nesta espécie.
No que toca à subespécie natural de  Portugal, a Bubo bubo hispanus, as dimensões são mais modestas, com comprimentos de asa  na ordem dos 42,2 centímetros para os machos e 45,3 centímetros para as fêmeas.
Na cabeça, de grandes proporções, sobressaem-lhe os compridos penachos auriculares, popularmente denominados «orelhas». Estes penachos auriculares levantam-se quando a ave voa, pia ou é perturbada e baixam, nos demais momentos,  quando a ave se encontra mais descontraída ou ansiosa.
Tem  grandes olhos, cuja íris assume uma coloração entre o amarelo-alaranjado e o laranja-avermelhado.
O disco facial apresenta uma tonalidade de castanho-acinzentado, sendo que as partes mais cimeiras já são integralmente castanhas.
A plumagem, em geral, é bastante densa, o que contribui para conferir a esta espécie a aparência  de terem um um arcabouço possante e compacto. A  plumagem alterna entre tons de castanho-avermelhado e castanho-amarelado, sendo que, no dorso apresenta manchas e riscas entre o castanho-escuro e o preto. Nas partes inferiores, por seu turno, já se depara com uma plumagem mais uniformemente castanho-amarelada.
Quanto ao peito, costuma exibir riscas longitudinais grossas, de cor preta, que se vão adelgaçando ao chegar ao ventre, tornando-se já quase imperceptíveis.
A face interior das asas, esta afigura-se mais clara do que a face exterior.
Tem os tarsos e os dedos revestidos de penas, contando ainda com fortes esporões e garras castanho-escuras,  que vão escurecendo até à ponta.
O bico é de cor preta, ao passo que a garganta já é de uma contrastante tonalidade alvadia, que ganha maior destaque, quando a ave pia. 

## Distribuição geográfica
Está presente na Europa, Ásia e África. É mais comum no nordeste da Europa, mas também na zona circundante ao Mar Mediterrâneo, incluindo a Península Ibérica, sendo contudo bastante raro.

### Portugal
Esta espécie, tendo em conta os seus hábitos noctívagos, dificilmente será visível de dia. No entanto, mercê da sua actividade vocal, que por sinal é mais intensa nos meses de Novembro a Fevereiro, é possível detectar a sua presença à noite.
Esta ave de rapina privilegia as regiões mais remotas do interior do país, mormente entre zonas rochosas e pouco propensas a serem perturbadas pela presença humana, para nidificar.
Contam-se, ainda, algumas áreas de nidificação típicas, nas serras da Arga e Amarela e ainda na zona de Castro Laboreiro, na região do Minho; nas cercanias de Miranda do Douro e do Penedo Durão, em Trás-os-Montes; nas Portas de Ródão, bem como no vale do rio Águeda, na região da Beira Interior e, ainda, na serra de São Mamede, nos azinhais de Cabeção e ao longo do vale do Guadiana, no Alentejo.

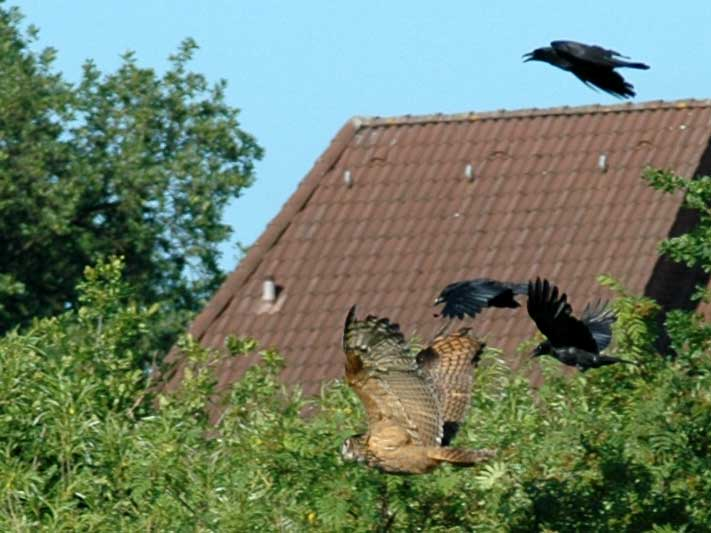
Bufo-real sendo atacado por gralhas.

## Habitat
Esta espécie exibe uma preferência por zonas com alguma rochosas, situadas em regiões de baixa a média altitudes, por entre matagais ou nas cercanias de culturas de sequeiro. 
Alguns dos factores que propiciam o aparecimento dos bufos-reais são a disponibilidade de coelhos-bravos, a sua presa principal; a heterogeneidade da paisagem, oferecendo mais espaços onde se possa resguardar; o afastamento de espaços com forte presença humana.
No Sul de Portugal, os vales ripícolas; as cristas rochosas, cerceadas matorrais; as courelas agricultadas em sequeiro ou os montados pouco densos, onde haja abundância de presas, costumam ser espaços privilegiados pelo bufo-real.
Nidifica em cavidades de troncos de árvores e a postura é de 2 a 3 ovos, entre Abril e Maio.

## Comportamento
O Bufo-real é uma espécie de pendor sedentário e particularmente territorial, geralmente não se arredando do seu espaço vital. Todavia, há algumas populações nos territórios mais setentrionais, por  exemplo na Rússia, que exibem  um comportamento nómada, quando confrontadas com lnvernos mais agrestes.
Os espécimes juvenis costumam dispersar-se, podendo afastar-se, em casos excepcionais até  200 quilómetros, contudo, na generalidade dos casos, a maioria dos juvenis nunca se afasta mais do 50 quilómetros , Esta espécie mantém actividade, tanto durante o período crepuscular, como nocturno, pelo que a seu estudo ornitológico se abarba com algumas dificuldades. 
Em todo o caso, demonstra expressivas e amiudadas vocalizações, visto que os chamamentos consistem no meio mais usado para a escorraçar invasores do seu território ou para atrair de parceiros.

## Predadores
Trata-se de um predador de topo, encontrando-se nos lugares mais elevados na cadeia trófica. Alimenta-se de ratos, ratazanas, gaivotas, patos, lebres e inclusive de outros bufos e aves de rapina. É violentamente atacado por gaivotas e gralhas em bandos. É principalmente noturno e emite os seus chamamentos ao anoitecer e ao amanhecer. A sua vocalização é um uuu-uu repetido e grave.

## Fósseis
Estima-se que esta espécie exista desde há 250.000 anos, remontando ao período do Pleistoceno Médio.
Já foram descobertas peças fósseis desta espécie em Portugal, nos seguintes locais: Gruta do Caldeirão, Furninha, Gruta de casa da Moura, Gruta da Figueira Brava e Galeria Pesada.

## Protecção
Em Portugal, esta espécie encontra-se arrolada à lista do Anexo A-I do Decreto-Lei nº 140/99, de 24 de Abril, sob a epígrafe «espécies de aves de interesse comunitário cuja conservação requer a designação de zonas de protecção especial» .

## Extinção
Atualmente, o Bufo-Real encontra-se em extinção, por várias causas, mas as mais pertinentes são: o envenenamento, a destruição dos seus habitats e a perseguição humana.